# Paco Peña

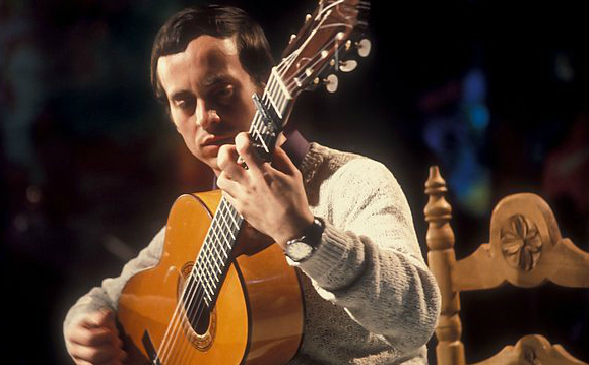
Paco Peña in Londen

Paco Peña (Córdoba, 1 juni 1942) is een Spaans flamenco-gitarist.

## Levensloop
Paco Peña begon als kind met gitaarspelen. Op zijn twaalfde jaar speelde hij al in een volksmuziekgroep. Hij verhuisde eind jaren zestig naar Londen en reisde over de hele wereld als soloïst en begeleider met optredens in Carnegie Hall in New York, de Royal Albert Hall in Londen en het Concertgebouw in Amsterdam.
In 1981 richtte hij het Centro Flamenco Paco Peña in zijn geboorteplaats Córdoba op. Later werd hij benoemd tot artistiek directeur van het Córdoba International Guitar Festival. Peña is tegenwoordig  docent en artistiek leider van de studierichting Flamenco aan het Rotterdams Conservatorium (World Music and Dance Centre). Hij was daarmee de eerste flamencogitarist ooit die een leerstoel aan een conservatorium werd aangeboden.

## Prijzen
Peña ontving in 1997 uit handen van de Spaanse koning Juan Carlos I de Orde van Burgerlijke Verdienste als erkenning voor zijn verdiensten.

## Discografie
- 2007 - His Essential Recordings
- 2007 - A Flamenco Guitar Recital (Live)
- 2004 - Fabulous Flamenco / La Gitarra Flamenca (Remastered)
- 2003 - Flamenco Master: Essential flamenco recordings
- 2000 - Flamenco Guitar
- 1999 - Arte y Pasion (Live)
- 1995 - The Art of Paco Pena
- 1992 - Encuentro (met Eduardo Falú)
- 1992 - Azahara
- 1991 - Misa Flamenca
- 1990 - Leyenda (Live in Keulen: Inti-Illimani met John Williams)
- 1987 - Fragments of a Dream (met Inti-Illimani en John Williams)
- 1986 - Flamenco Guitar Music of Ramón Montoya and Niño Ricardo
- 1985 - Flamenco Vivo (Live in München)
- 1977 - La Gitarra Flamenca
- 1975 - Fabulous Flamenco!